# Robert Dundas, 2. Viscount Melville

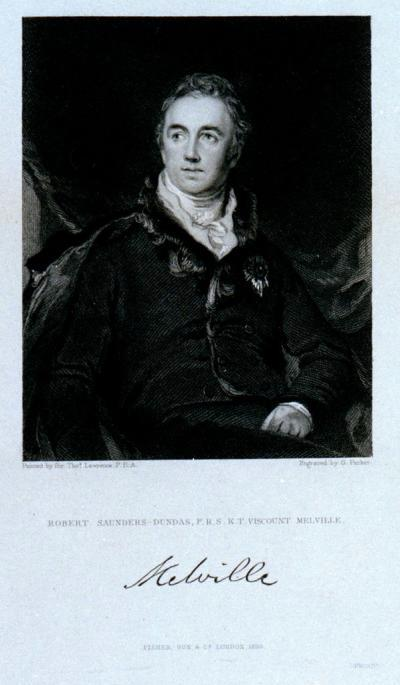
Robert Dundas, 2. Viscount Melville

Robert Dundas, 2. Viscount Melville (* 14. März 1771 in Edinburgh; † 10. Juni 1851 auf Melville Castle nahe Dalkeith, Schottland) war ein britischer Staatsmann.

## Frühe Jahre und Familie
Dundas wurde 1771 als ältester Sohn von Henry Dundas, dem späteren 1. Viscount Melville, aus dessen erster Ehe mit Elizabeth Rannie geboren. Nachdem er zunächst in Edinburgh zur Schule gegangen war, besuchte er in Begleitung seines Hofmeisters John Bruce (um 1745–1826) die Georg-August-Universität Göttingen, die University of Edinburgh und das Emmanuel College der University of Cambridge. 1788 wurde er in den Lincoln’s Inn als Rechtsanwalt aufgenommen. Sechs Jahre später wurde er Privatsekretär seines Vaters und gleichzeitig als Abgeordneter ins britische Unterhaus gewählt.
1796 heiratete er Anne Huck-Saunders († 1841), mit der er zwei Töchter und folgende vier Söhne hatte:
- Henry Dundas, 3. Viscount Melville (1801–1876), MP, Colonel der British Army;
- Hon. Sir Richard Saunders Dundas (1802–1861), Vice-Admiral der Royal Navy und Erster Seelord;
- Robert Dundas, 4. Viscount Melville (1803–1886), Storekeeper-General of the Navy;
- Rev. Hon. Charles Dundas (1806–1883), anglikanischer Priester, ⚭ 1833 Louisa Maria Boothby, Tochter des Sir William Boothby, 8. Baronet.

## Politische Laufbahn
Nachdem er viele Jahre ein unauffälliger Abgeordneter gewesen war, geriet er erstmals mit mehreren Reden während des Impeachment-Verfahrens gegen seinen Vater in den Blick der Öffentlichkeit. 1807 wurde er dann Präsident des Board of Control, welches die Britische Ostindien-Kompanie überwachte. Seine diesbezügliche Tätigkeit, die bis 1812 andauerte, wurde 1809 für sechs Monate unterbrochen, in denen er Chief Secretary for Ireland war. 1811 erbte er die Titel seines Vaters.
Als Erster Lord der Admiralität von 1812 bis 1827 und Erster Seelord von 1828 bis 1830 führte er die Royal Navy zum Sieg in den Napoleonischen Kriegen. In der Friedenszeit danach versuchte Dundas auf vielfältige Art und Weise, die massive Verkleinerung der Flotte abzumildern. Den aufkommenden Dampfschiffen stand er zunächst skeptisch gegenüber; er befürchtete, dass die Royal Navy ihre Vormachtstellung auf den Weltmeeren verlieren werde. Daneben setzte sich Dundas für die Erforschung der Arktis ein.
Dundas starb 1851 auf Melville Castle.

## Ehrungen
Dundas wurde 1817 als Mitglied („Fellow“) in die Royal Society aufgenommen. Zu seinen Ehren tragen die Melville-Insel und die Meeresstraße Viscount-Melville-Sund im Norden Kanadas, die Melville-Bucht in Grönland sowie die Melville-Insel im Norden Australiens seinen Namen. In der Antarktis sind das Kap Melville, die Melville Highlands und mittelbar der Melville Peak sowie die Melville-Halbinsel nach ihm benannt.